# Відслонення нижнього девону
Відслонення нижнього девону — геологічна пам'ятка природи місцевого значення в Україні.

## Розташування

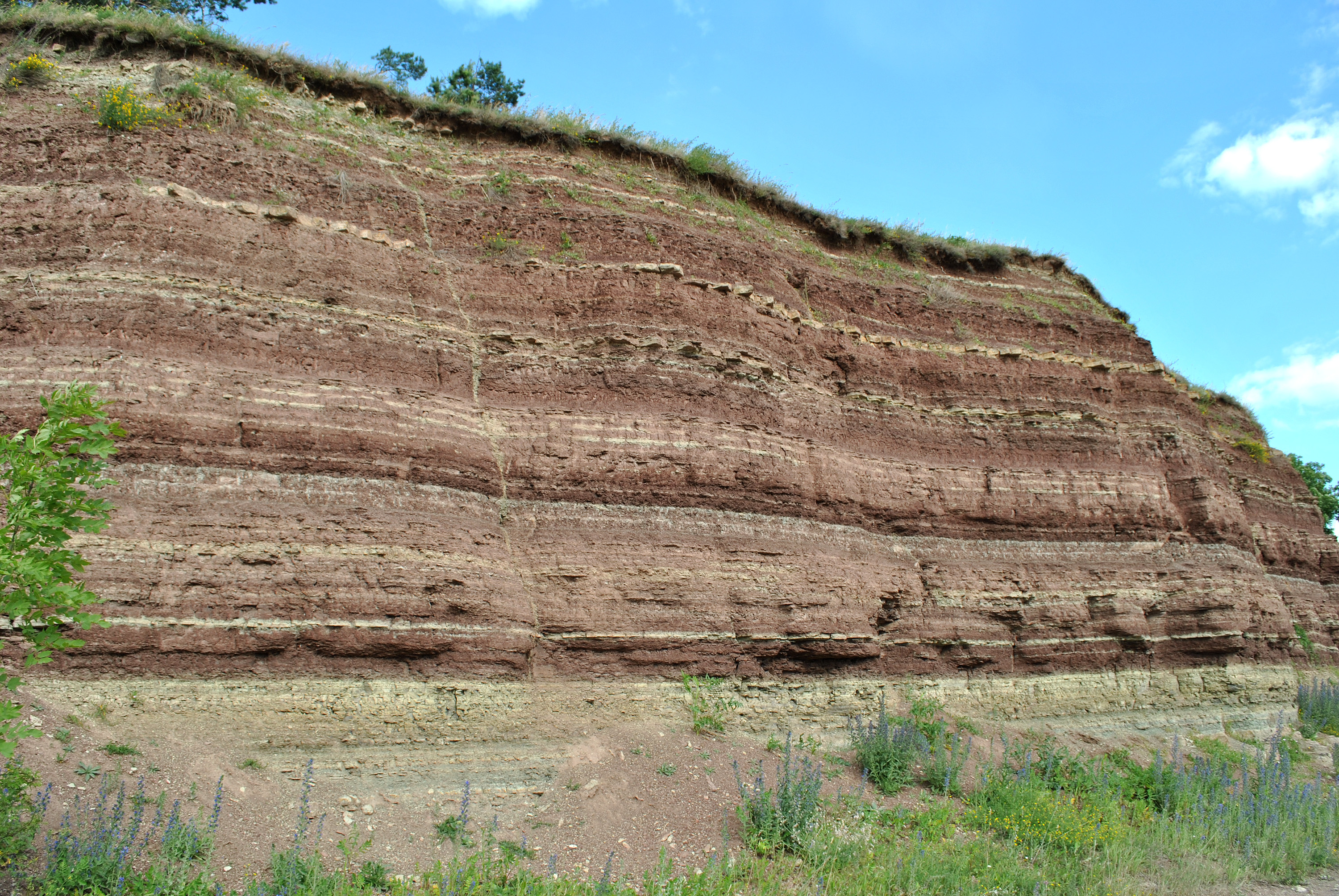

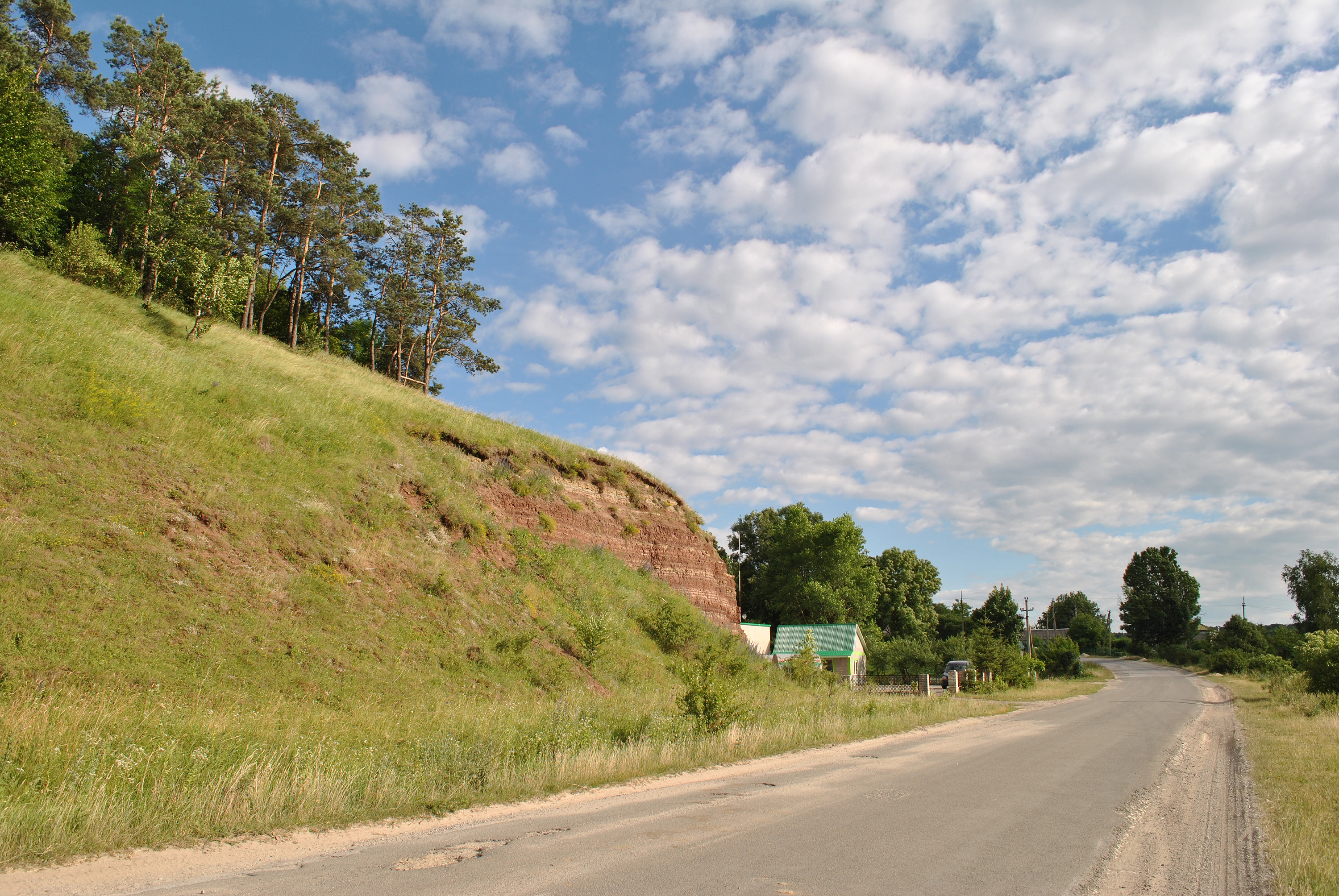

Відслонення розташоване при в'їзді в село Грабовець з боку села Білоскірка Тернопільського району Тернопільської області, у кварталі 7, виділі 4, Микулинецького лісництва Тернопільського державного лісгоспу, в межах лісового урочища «Білоскірка».

## Пам'ятка
Оголошене об'єктом природно-заповідного фонду рішенням виконкому Тернопільської обласної ради № 496 від 18 березня 1984 року. Перебуває у віданні ДЛГО «Тернопільліс».

## Характеристика
Площа — 0,7 га.
Під охороною — відслонення товщі червоноколірних відкладів нижнього девону (дністровська серія), представлених аргілітами і пісковиками.